# Butlers〜千年百年物語〜
『Butlers〜千年百年物語〜』（バトラーズ ちとせももとせものがたり）は、SILVER LINK.制作による日本のテレビアニメ作品。2018年4月から6月までTOKYO MXほかにて放送された。中国のSummerACGが展開しているメディアミックス企画『Intouchable Butlers』を原作としており、千年の歴史を誇る一族の守護者「バトラーズ」を中心に、コミカルな学園生活を織り交ぜた物語が描かれる。
当初は2018年1月より放送予定だったが、諸事情により放送延期となった。

## 登場人物

### 主要人物
ジェイ / 神宮司高馬（じんぐうじ こうま）　
声 - 鈴木達央
主人公。京常見（こよみ）学園の生徒会長を務める高等部２年生。容姿端麗で頭脳明晰、女性に人気でファンクラブもあるほど。どこか人を寄せ付けないオーラもある。
過去においてバトラーズの1人として妹の如月天奈を守っていたが、時空の歪みに巻き込まれて100年後の世界にタイムスリップし、学園長である御国に保護された。それからは「神宮司高馬」を名乗り、行方が分からなくなった妹の消息を追っている。生徒会長の座に拘っているのは、100年前彼の居た屋敷に出入りできるよう、「生徒会室」という名目で屋敷を確保するため。最初は自分の力だけで天奈を取り戻すつもりだったが、血族の末裔として身近な人々が目覚めていくのを目の当たりにし、今までの振る舞いを改めるとともに、自分の目的を仲間に共有し行動するようになった。
天奈のことを心から大切に思っており、天奈がいない世界を受け入れることができないほどである。宗家である羽早川と天奈の結婚が決まったときも、バトラーとしての師匠である羽早川になら天奈を預けられると送り出したが、儀式が失敗した後に辿り着いた100年後の世界で羽早川が天奈を取り戻そうとしないことに苛立ちを隠せないでいる。彼と天奈はお互いを想い合っているという描写が見られる。
血族としての固有の力は、近距離の高速移動。戦闘の時は体術と組み合わせて立ち回る。
羽早川翔（はやかわ つばさ）
声 - 佐藤拓也
カフェ・ド・ヴェインで働く店員。ラテアートなど細かい作業も得意で、晃曰く「接客の天才」。
バトラーズの1人であり、過去において天奈と結ばれることになっていた。バトラーとしてジェイを鍛えた師匠であり、彼と同様体術を駆使しながら戦う。
ジェイからは天奈の行方について執拗に問い詰められているが、彼女との約束を果たすため頑なに黙秘を貫いている。天奈を愛していたが、天奈の心がジェイに向いていることを知っていて、儀式の後たどり着いた100年後の世界で「彼女の愛したものを守る」ために戦っている。

### 京常見学園（こよみがくえん）
緋櫻春人（ひざくら はると）
声 - 豊永利行
副生徒会長を務めるジェイの同級生。人当りがよく、場の雰囲気を盛り上げる役回りをすることが多い。IT企業の御曹司であり何不自由ない生活をしているが、それ故に親の財力を期待して近づいてくる者も多く、心を許せる友はいない。ジェイには他とは違う何かを感じており、積極的に仲良くなろうと努力している。ジェイが天奈のブレスレットを巡り羽早川と争った直後に偶然にもその現場を訪れてしまい、ジェイの怪我の様子を見て心配になり治療するよう説得したが、激高したジェイに「お前には関係のないことだ」と切り捨てられ、一時期は距離を取る場面もあった。しかしジェイと羽早川が執事としてのスキルを競う文化祭の出し物で対決したときには御曹司としてのスキルをいかんなく発揮しジェイの勝利に貢献した。理事長の意向で屋敷が取り壊されるという話を聞いたときには、ジェイが屋敷を大切にしていることから少しでも取り壊しを留まってもらおうとジェイに内緒で屋敷の清掃を自主的に企画した。しかし清掃の最中、ジェイと影山の戦闘で屋敷が崩壊し、崩落に巻き込まれ重傷を負う。以前から左腕に奇妙な痣が現れることがあったため包帯で痣を隠していたが、入院中に見舞いに訪れたジェイから彼の本当の目的を明かされ、その時彼のブレスレットに触れたことをきっかけに血族の末裔としての能力が開花した。
血族の末裔としての固有の力は、電流を用いた攻撃。
白鳥蓮（しらとり れん）
声 - 斎賀みつき
生徒会会計監査を任されている高等部3年生。長い髪が特徴で、美容には気を使っている。汗や泥くさいものが苦手で、文化祭の出し物のために剣道部やラグビー部の部員に詰め寄られたときは耐え切れず逃げ出してしまった。蛍を弟のように可愛がっている。
いつも冷静に物事を見極める性格もあり、血族の末裔の証たる痣が発現したときも血族の話を信じていなかった。しかし彼の能力が誤って発動したことにより自身の胸部を変形させてしまい、恥ずかしさから学園内を逃げ回り、校舎の屋上で一息つこうとしたところ手すりを変形させてしまいあわや落下というところで、未来を視た悠希の話を聞いて追いかけてきたジェイたちに助けられる。この経験を経てようやく血族の話を信じるに至った。
血族の末裔としての固有の力は、自身が触れたものを変形させる能力。
青葉蛍（あおば ほたる）
声 - 永塚拓馬
生徒会書記である高等部1年生。見た目が幼いこともあり、多くの生徒から好かれている。自分が可愛いと知っていて、無邪気に人を利用することも。甘いものが大好きで、キャンディーをいつも持ち歩いている。
音楽教師である三上早月ととても仲が良く、彼女のことを「さつきちゃん」と呼び、敬語を使わないことも多い。一時期蛍と早月が親しげに話しているのを勘ぐった大地と京一により、道ならぬ恋に身を焦がすふたりとして格好のスクープ対象になりかけたが、早月は蛍の姉である。両親が離婚し、別々に引き取られた結果それぞれの苗字を名乗ることとなった。
勉強があまり好きではなく、図書館でテスト勉強をしていたときに通りかかったジェイに「テストのことなんて忘れて遊んでいたい」と自分の気持ちを吐露したが、それがきっかけとなり血族の末裔としての固有の力が誤って発動し持っていたいちごキャンディーに直前の記憶を消す力が宿り、テスト前に彼からキャンディーをもらったクラスメイトがテストの事を揃って忘れてしまうという事件が起きた。
血族の末裔としての固有の力は、物を介して他人に影響を及ぼす能力。作中では相手の記憶を消す力としての効果が見られた。
藤代悠希（ふじしろ ゆうき）
声 - KENN
いつも昼寝をしており、昼間はめったに顔を見せないことから「ドラキュラ」と呼ばれる。物語開始時点ではカフェ・ド・ヴェインを寝床として活用していたが、ジェイたちが屋敷を生徒会室として使うようになってからは生徒会室のソファを占拠している。裕福な家庭で育ったため、とてもわがまま。親が学園に多額の寄付をしていることもあり、何かあると父親を持ちだすことも。
蛍の能力が誤って発動したことによる事件の調査で蛍が大地に問い詰められたとき、その場にいた人物に次々に血族の痣が浮かび上がり、悠希も共鳴して覚醒した。発現した能力により蓮に危機が迫っていることを知り、ジェイたちと共に蓮を助けた。その後帰ろうとするジェイと接触し、彼が空に吸い込まれる未来を視て、彼の身を密かに案じている。
血族の末裔としての固有の力は、触れた相手の未来を視る能力。
黒澤大地（くろさわ だいち）
声 - 山下誠一郎
高等部2年生。新聞部部長でミステリーが好き。学生でありながら探偵を自称し、自分のことを「ホームズ」と呼んでいる。学園内で起きる様々な事件を追っている。
学園内の様々な事件が「空のプラズマ事件」と呼んでいる現象に関連があることを突き止め、御国に直接話を聞く為温室の影山を訪ね居場所を聞こうとする最中彼に触れたことをきっかけに血族の末裔としての固有の力が目覚め、「屋敷でジェイと争っていた人物は影山である」ことを知った。その直後影山の攻撃を受け、地面に叩きつけられた衝撃で一時的に記憶を失うも、京一の力により記憶を取り戻した。
血族の末裔としての固有の力は、触れた相手の記憶を視る能力。
茶野京一（さの きょういち）
声 - 小林千晃
高等部2年生。新聞部部員で「ホームズ」たる大地の親友。通称「ワトソン」。写真を撮るのが好き。
事件を解明すること以外に興味が無く、傍若無人な態度を取りがちな大地を陰で支えている常識人。大地と共に「空のプラズマ事件」関連の事象を追って影山に接触した際彼に襲撃され、大地を守ろうとしたときに春人たちに助けられる。目を覚ました大地が記憶を失っていることに動揺し彼に触れたところ能力が覚醒して彼の記憶を取り戻させた。
血族の末裔としての固有の力は、触れた相手が忘れている記憶を呼び起こす能力。
影山輝（かげやま ひかり）
声 - 河本啓佑
高等部3年生。ミステリアスな雰囲気がある。肩まで届く程度の長髪で、人と関わることが得意ではなく、いつもフードを被り人目を避けている。花と触れ合うことが好きで、学園の温室で花達と会話しながら手入れする様子が見られる。
亡くなった両親に会うため、御国に協力している。羽早川が隠していた天奈のペンダントを盗んだジェイを襲撃してペンダントを奪おうとしたが、返り討ちに遭う。御国の素性を探ろうとした大地と京一を亡き者にしようとした。
血族の末裔としての固有の力は、茨を使った攻撃。自らを茨で包み別の場所に転移することもできる。
御国鷹司（みくに たかし）
声 - 杉山紀彰、和久井優（幼少期）
京常見学園の学園長を務めている。よく学園長室で考え事をしながら飼っている黒猫を撫でている様子が見られる。
何らかの目的のために時空のゆがみを利用しようとしている。

### その他の人物
橘晃（たちばな あきら）
声 - 前野智昭
カフェ・ド・ヴェインの店長。社交的で頼れるお兄さんタイプ。羽早川とは正反対の性格だが、彼のことを気に入っていて「天才」と評している。羽早川にとって晃は信頼できる唯一の人物。
陽気でお調子者のようだが、勘は鋭く、痣の頻繁な発現もあり羽早川が血族の関係者であることを見破った。彼の祖父も「ふしぎな力」を使うことが出来た。
血族の末裔としての固有の力は、自分を透明にする能力。

ピーちゃん
カフェ・ド・ヴェインで晃が飼っているふくろう。カフェで晃と羽早川が話しているときに突然人間の言葉で予言のようなものを遺した。痣があるような描写がみられる。

如月天奈（きさらぎ てんな）
声 - 三澤紗千香
ジェイの妹で、バトラーが守るべき血霊（けつれい）と呼ばれる存在。100年前、時空の歪みを封印しようとした際、何者かの妨害を受け儀式が失敗し、命と引き換えにジェイと羽早川を未来へ送った。
過去において、血族の中でも宗家である羽早川と結婚することになっていた。時空のゆがみを封じるにあたり、力の源であるペンダントが狙われていることに気付き、羽早川に調査を依頼していたが、儀式当日までに対象を発見することは出来なかった。儀式までの間密かに綴った手紙を屋敷に隠し、未来のジェイに自分の想いを伝えた。

三上早月（みかみ さつき）
声 - 種田梨沙
京常見学園の音楽教師。しばしば音楽室でピアノを奏でており、蛍はその演奏と早月を目当てに音楽室を訪れている。蛍からは「さつきちゃん」と呼ばれ、敬語も使われないことも多々あり、その度に蛍を叱っている。蛍の姉。時空のゆがみが完成しようとするタイミングで、蛍が能力を誤って発動させ生成した「記憶を消す力のこもったいちごキャンディー」を拾った御国と音楽室にて会い、半ば強引に飴を食べさせられ音楽室に来た理由の記憶を失い、その後虚ろな目で御国と共に行動している様子が見られる。
謎の男
100年前の儀式に羽早川と共に立ち会った初老の男。儀式が妨害されたとみられる描写以降姿を消している。

## 用語
京常見学園（こよみがくえん）
ジェイたちが通う高校。各学年の校章を全て合わせると、100年前の京常見町の古地図の形になる。
カフェ・ド・ヴェイン
晃が経営するカフェ。店名は晃の祖父「ヴェイン」から。羽早川はここの店員。
血族（けつぞく）
特殊能力を持った一族。体の一部に、惑星を囲む枝葉のような形をした特有の痣がある。能力は戦闘に適したものや物を変形させたりするものなど様々。昔　血族たちはこの力と共に次元移動を繰り返し自分たちの都合のいいように歴史を変えることを繰り返してきたが、ある時触れてはいけない歴史を改ざんし、その影響で「時空のゆがみ」と呼ばれる現象が100年に1度発生することになった。
血霊（けつれい）
血族たちの過ちで発生した「時空のゆがみ」を封じるための、血族の中でも特殊な存在。

## スタッフ
- 原作 - 「Intouchable Butlers」 (SummerACG)[5]
- 監督 - 高橋賢[5]
- シリーズ構成 - 清水恵[5]
- キャラクター原案 - 湖住ふじこ[5]
- キャラクターデザイン・総作画監督 - 佐藤秋子[5]
- プロップデザイン - 澤入祐樹、青木慎平
- 美術監督・美術設定（第3話） - 前田実[5]
- 美術設定 - 岩尾朱子、上野比呂美
- 色彩設計 - 月野えりか[5]
- 撮影監督 - 頓所信二[5]
- CG監督 - 岸これみ[5]
- 編集 - 瀧川三智[5]
- 音響監督 - 土屋雅紀[5]
- 音楽 - TOMISIRO[5]
- 音楽制作 - ランティス[5]
- 音楽プロデューサー - 吉江輝成
- プロデューサー - 田村淳一郎、加藤友季子、陳依依、呉暁禹、Vivian Hu、Hima Zhang、瀧内泉
- アニメーションプロデューサー - 金子逸人
- アニメーション制作 - SILVER LINK.[5]
- 製作 - 「Butlers〜千年百年物語〜」プロジェクト[5]

## 主題歌
オープニングテーマ「Growth Arrow」
作詞 - YORKE. / 作曲 - Ta_2 / 編曲 - 小山寿 / 歌 - OLDCODEX
エンディングテーマ「陽だまりの庭 〜Eternal Garden〜」
作詞 - こだまさおり / 作曲・編曲 - 片山義美 / 歌 - 如月天奈（三澤紗千香）

## 各話リスト
| 話数   | サブタイトル           | 脚本     | 絵コンテ         | 演出           | 作画監督                                                                                                |
| ------ | ---------------------- | -------- | ---------------- | -------------- | --- |
| 第1話  | 運命の時               | 清水恵   | 高橋賢           | 高橋賢         | 佐藤香織、古谷梨絵                                                                                      |
| 第2話  | 表と裏                 | 清水恵   | 湊未来           | 五味伸介       | 山吉一幸、澤入祐樹                                                                                      |
| 第3話  | すれ違う思い           | 福島直浩 | 大石美絵         | 伊部勇志       | 佐藤香織、古谷梨絵、大槻南雄 錦織成、美馬健二、吉田肇 川口弘明                                          |
| 第4話  | 華麗なる対決           | 清水恵   | 井上圭介         | 井上圭介       | 山吉一幸、前田綾、澤入祐樹 前原薫、佐藤香織、松浦里美 大槻南雄、正木優太、久松沙紀 錦織成               |
| 第5話  | 名探偵ホームズの事件簿 | 福島直浩 | 湊未来           | 板庇迪         | 山吉一幸、佐藤香織、大槻南雄 山本亮友、松浦里美、渡邉慶子 錦織成                                        |
| 第6話  | 過去の逆襲             | 福島直浩 | 渡部高志         | 山口頼房       | 佐藤香織、古谷梨絵、大槻南雄 野崎麗子、飯飼一幸、池津寿恵 錦織成、小野真依                              |
| 第7話  | 目覚めの時             | 清水恵   | 大石美絵         | 佐々木純人     | 李少雷、劉雲留                                                                                          |
| 第8話  | 白鳥蓮の憂鬱な一日     | 清水恵   | 二瓶勇一         | 岡本恵里香     | 佐藤香織、古谷梨絵、大槻南雄 松浦里美、竹森由加                                                         |
| 第9話  | メッセージ             | 福島直浩 | 伊藤浩二         | 小柴純弥       | 正木優太、服部憲知、吉田肇 飯飼一幸、佐藤香織、大槻南雄                                                 |
| 第10話 | 愛執                   | 福島直浩 | 大石美絵         | ほりうちゆうや | 橋本真希、川添亜希子、丹羽信礼 へばらぎ、金澤龍、櫂容祥                                                 |
| 第11話 | 岐路                   | 清水恵   | 渡部高志、大沼心 | 大沼心         | 佐藤香織、大槻南雄、古谷梨絵 野崎麗子、松浦里美                                                         |
| 第12話 | 千年百年               | 清水恵   | 高橋賢           | 高橋賢         | 佐藤香織、山本亮友、古谷梨絵 藤井文乃、大槻南雄、錦織成 松浦里美、小野真依、山吉一幸 五味伸介、澤入祐樹 |

## 放送局
| 放送期間                | 放送時間                     | 放送局      | 対象地域 | 備考                      |
| ----------------------- | ---------------------------- | ----------- | -------- | ------------------------- |
| 2018年4月12日 - 6月28日 | 木曜 1:05 - 1:35（水曜深夜） | TOKYO MX    | 東京都   |                           |
|                         |                              | KBS京都     | 京都府   |                           |
|                         | 木曜 1:30 - 2:00（水曜深夜） | サンテレビ  | 兵庫県   |                           |
|                         | 木曜 2:05 - 2:35（水曜深夜） | テレビ愛知  | 愛知県   |                           |
| 2018年4月14日 - 6月30日 | 土曜 1:00 - 1:30（金曜深夜） | BS11        | 日本全域 | BS放送 / 『ANIME+』枠     |
| 2018年4月15日 - 7月1日  | 日曜 2:25 - 2:55（土曜深夜） | TVQ九州放送 | 福岡県   |                           |
| 2018年4月19日 - 7月5日  | 木曜 0:30 - 1:00（水曜深夜） | AT-X        | 日本全域 | CS放送 / リピート放送あり |

| 配信期間                | 配信時間  | 配信サイト |
| ----------------------- | --------- | --- |
| 2018年4月12日 - 6月28日 | 木曜 更新 | dアニメストア |
| 2018年4月20日 - 7月6日  | 金曜 更新 | ニコニコ生放送 ニコニコチャンネル GYAO! Rakuten TV ひかりTV バンダイチャンネル U-NEXT アニメ放題 J:COMオンデマンド ビデオパス Amazonビデオ DMM.com ビデオマーケット ムービーフルPlus HAPPY!動画 あにてれ |

## BD / DVD
| 巻 | 発売日         | 収録話          | 規格品番  | 規格品番   |
| 巻 | 発売日         | 収録話          | BD        | DVD        |
| -- | -------------- | --------------- | --------- | ---------- |
| 1  | 2018年7月25日  | 第1話 - 第2話   | KAXA-7631 | KABA-10621 |
| 2  | 2018年8月24日  | 第3話 - 第4話   | KAXA-7632 | KABA-10622 |
| 3  | 2018年9月26日  | 第5話 - 第6話   | KAXA-7633 | KABA-10623 |
| 4  | 2018年10月24日 | 第7話 - 第8話   | KAXA-7634 | KABA-10624 |
| 5  | 2018年11月28日 | 第9話 - 第10話  | KAXA-7635 | KABA-10625 |
| 6  | 2018年12月21日 | 第11話 - 第12話 | KAXA-7636 | KABA-10626 |

## 漫画
2018年1月23日から2019年1月22日までKADOKAWAのウェブコミック配信サイト『コミックNewtype』にて連載された。作画は島藤ゆかり。

## Webラジオ
黒澤大地役の山下誠一郎と茶野京一役の小林千晃による『Butlers 〜千年百年音語〜』が、2018年4月10日から7月3日まで音泉にて隔週火曜に配信された。